# Dušan Munih
Dušan Munih (partizansko ime Darko), slovenski partizan in narodni heroj, * 31. oktober 1924, Sela pri Volčah, † 10. januar 1945, Boršt pri Trstu.

## Narodni heroj
Dušan Munih je bil primorski rodoljub in antifašist. Znan je po svoji hrabrosti, ki jo je izkazal že v rani mladosti, saj je v NOB vstopil star komaj sedemnajst let, padel pa pri starosti dvajset let. Leta 1951 je bil razglašen za narodnega heroja. Po njem je poimenovana osnovna šola na Mostu na Soči. Leta 1983 so mu tam postavili doprsni kip, ki ga je izdelal kipar Zdenko Kalin. Spominski plošči v njegov spomin stojita na šoli na Mostu na Soči in v Borštu pri Trstu.

## Življenjepis
Osnovno šolo je obiskoval na Mostu na Soči, nato pa gimnazijo v Gorici. Konec leta 1942 je še kot dijak vstopil v NOB in postal član Tolminske čete, ki je kasneje postala del Gradnikove brigade. Hitro se je izkazal kot pogumen borec in postal poveljnik njene minerske čete, kjer se je izkazal s sabotažnimi podvigi. Vodil je več pomembnih akcij, na primer razstrelitev dveh mostov na reki Soči na želežniški progi Jesenice-Gorica. Maja 1943 je postal član Varnostno-obveščevalne službe (VOS). Po kapitulaciji Italije je s svojo partizansko enoto napadel letališče v Gorici in onesposobil več italijanskih letal. Z namenom izvajanja sabotaž v mestih je kasneje bil poslan v Trst, kjer se je izkazal v več akcijah v sodelovanju z italijanskim antifašisti proti Nemcem. Po okrevanju zaradi poškodbe v boju je vodil uspešen napad na fašistični dom v Gorici. Januarja 1945 je bil ubit v nemškem napadu na Borštu pri Trstu.  
Njegov brat Ciril Munih je bil prav tako ustreljen v Trstu. Njegov daljnji sorodnik je dirigent Marko Munih. 